# Hans Evensen
Hans Evensen, född 22 februari 1868 i Kristiania, död 1953, var en norsk psykiater.
Evensen blev student 1885, cand. med. 1892 och dr. med. 1904. Åren 1893-94 var han assistentläkare vid Gaustad sindsygeasyl vid Kristiania och tjänstgjorde därefter ett par år i Medicinaldirektoratet, var 1896-1900 förste underläkare vid Gaustad. Åren 1901-15 var han föreståndare för Kriminalasylet och Hospitalsstiftelsens sindsygeasyl i Trondheim och 1915-38 direktör och överläkare vid Gaustad. Under två års utlandsvistelse (1900-01 och 1903-04) studerade han sinnessjukdomarnas patologiska anatomi och klinisk psykiatri, särskilt rättspsykiatri. På hans initiativ stiftades 1907 den norska psykiatriska föreningen, för vilken han var ordförande fram till 1932. Han blev internationellt känd 1926, då han i en artikel hävdade att konstnären Vincent van Gogh led av epileptisk psykos, vilket stred mot den vedertagna uppfattningen om att det rörde sig om schizofreni.